# شعب السناحي (الحيمة الداخلية)

تعديل مصدري - تعديل

شعب السناحي هي إحدى قرى عزلة الحدب بمديرية الحيمة الداخلية التابعة لمحافظة صنعاء، بلغ تعداد سكانها 548 نسمة حسب تعداد اليمن لعام 2004.